# Casa dei Firmatari
La Casa dei Firmatari (in lituano Signatarų namai, precedentemente nota come Casa di Sztral) è un edificio in via Pilies a Vilnius, capitale della Lituania, dove il 16 febbraio 1918 fu firmato l'atto d'indipendenza dai venti membri del Consiglio della Lituania.

## Storia
L'edificio viene menzionato per la prima volta in fonti scritte in un editto emanato nel 1645: cambiò più volte proprietario nel corso del XVII e XVIII secolo e, dopo grandi incendi nel XVIII secolo, andò ricostruita in concomitanza con realizzazione di un terzo piano. Alla fine del XIX secolo, Kazimierz Sztral ristrutturò l'edificio in stile neorinascimentale su progetto dell'architetto russo Alexiey Polozov. Il secondo piano vanta sculture decorative che simboleggiano l'agricoltura e la pesca, mentre quello superiore espone due busti maschili. Sztral aprì il famoso caffè "Biały Sztral" (ovvero Sztral Bianco), che rimase in attività fino al 1939. Il nome si deve alla necessità di distinguerlo da altri quattro caffè affiliati allo stesso proprietario, tra cui lo "Zielony Sztral" (verde) e lo "Czerwony Sztral" (rosso). Frequentato dall'alta società del posto, il locale è oggetto di una lirica scritta da Konstanty Ildefons Gałczyński nelle sue Elegie di Vilnius.
Sebbene chiuso in seguito alla conquista lituana della città, fu presto riaperto e ospitò il cabaret "Ksantypa" gestito da artisti fuggiti dalla parte della Polonia occupata dai nazisti, tra cui Janusz Minkiewicz, Mieczysław Szpakiewicz, Stanisława Perzanowska, Marta Mirska e Światopełk Karpiński. In tale maniera, ha funzionato fino alla seconda occupazione sovietica: il caffè è stato riaperto nel 2000.
Prima del 1918, i piani superiori erano utilizzati per gli affitti. Il Comitato di soccorso lituano operò fuori dall'edificio durante la prima guerra mondiale. In uno degli uffici del Comitato al terzo piano, il 16 febbraio 1918, i venti membri del Consiglio della Lituania firmarono l'Atto di indipendenza nazionale, ristabilendo l'indipendenza della Lituania. Successivamente, l'edificio è stato adattato alle esigenze di varie organizzazioni baltiche, oltre a continuare a servire come residenza.
Subito dopo che la Lituania riacquisì l'indipendenza nel 1990 dall'Unione Sovietica, la casa è stata convertita in un museo e aperta al pubblico nel 2000. Dal 2003 la struttura costituisce una sezione del Museo nazionale della Lituania e ogni anno si tengono cerimonie di commemorazione dell'indipendenza il 16 febbraio.